# ائتلاف شمال
جبهه متحد اسلامی ملی برای نجات افغانستان معروف به ائتلاف شمال یا اتحاد شمال یک ائتلاف نظامی به رهبری برهان الدین ربانی رئیس دولت و احمد شاه مسعود وزیر دفاع علیه تحریک طالبان بود که در زمستان ۱۳۷۴ پس از تصرف کابل توسط طالبان تأسیس شد.
جبهه‌ متحد که توسط رهبران سابق دولت اسلامی افغانستان، برهان‌الدین ربانی رئیس جمهور و احمد شاه مسعود وزیر دفاع تشکیل شد. در ابتدا بیشتر تاجیک‌ها را شامل می‌شد اما بعدا رهبران سایر گروه‌های قومی به جبهه متحد پیوستند.
تأسیس این جبهه با ائتلاف احمدشاه مسعود و عبدالرشید دوستم محقق شد. آنها که از دو سال قبل با یکدیگر در حال جنگ بودند برای جلوگیری از نابودی خود توسط طالبان با یکدیگر متحد شدند. علاوه بر نیروهای عمدتاً تاجیک‌تبار مسعود و عمدتاً ازبک‌تبار دوستم، نیروهای هزاره‌تبار محمد محقق و چند گروه پشتون‌تبار از جمله نیروهای تحت فرماندهی عبدالحق و حاجی عبدالقدیر نیز در ائتلاف شمال حضور داشتند. ائتلاف شمال بین سال‌های ۱۳۷۵ تا ۱۳۸۰ حداکثر چیزی در حدود ۳۰ درصد از خاک افغانستان از جمله ولایت‌های بدخشان، پنجشیر، کاپیسا، تخار، و بخش‌هایی از پروان، نورستان، کنر، لغمان، سمنگان، کندوز، غور و بامیان را در تصرف خود داشت.
ائتلاف شمال در سال ۱۳۸۰ با کمک حملات هوایی ائتلاف بین‌المللی به رهبری آمریکا در عملیات آزادی بلندمدت موفق شد تا کابل و اغلب نقاط افغانستان را از طالبان پس بگیرد.

## کشورهای حامی
پس از کمک رسانی و اتحاد کشور پاکستان با طالبان، کشورهای ایران، تاجیکستان، روسیه و بعدها ازبکستان، هند و ایالات متحده آمریکا به حمایت از این ائتلاف پرداختند.

## فرماندهان و جناح‌ها
مهمترین گروه‌های عضو ائتلاف شمال:
- جمعیت اسلامی افغانستان حزب عمدتاً تاجیک و سنی به رهبری برهان‌الدین ربانی و احمدشاه مسعود
- حزب وحدت اسلامی افغانستان حزب عمدتاً هزاره و شیعه به رهبری محمد محقق و کریم خلیلی
- جنبش ملی اسلامی افغانستان حزب عمدتاً ازبک و سنی به رهبری عبدالرشید دوستم
- شورای شرقی حزب عمدتاً پشتو و سنی به رهبری عبدالقدیر
- حرکت اسلامی افغانستان حزب عمدتاً هزاره و شیعه به رهبری محمدآصف محسنی و سید محمد علی جاوید
- پارتیزان‌های حرکت ملی آزادی‌بخش افغانستان (جبهه نیمروز)یک سازمان عمدتاً بلوچ و سنی به رهبری حاجی کریم براهوئی در ولایت نیمروز

عبدالله عبدالله به عنوان وزیر امور خارجه ائتلاف شمال فعالیت می‌کرد و اسماعیل خان، عطا محمد نور، ، محمدقسیم فهیم، محمد داوود داوود، سید حسین انوری، سید مصطفی کاظمی، دیگر فرماندهان و رهبران ائتلاف شمال در نقاط مختلف افغانستان بودند. حامد کرزی رئیس‌جمهور افغانستان پس از سقوط طالبان نیز مدتی ماموریت‌های دیپلماتیکی را به نمایندگی از ائتلاف شمال انجام می‌داد.